# 菲亚德拉峡谷
63°46′16.5″N 18°10′19″W / 63.771250°N 18.17194°W
菲亚德拉峡谷也作羽毛河峡谷，位于冰岛南部区东部，基尔丘拜尔克劳斯图尔（教堂镇）西南，是菲亚德拉河下游沿岸的河谷。峡谷岩壁陡峭，深约100米，长约2千米。
峡谷起源于约200万年前的冰川期，由流水和冰川的侵蚀形成。
加拿大歌手贾斯汀·比伯的2015年推出的作品《I'll Show You》的MV曾在此取景，之后吸引了大批粉丝前来观光，为了保护当地脆弱的生态环境，峡谷于2019年5月关闭游览。